# Ko Wen-je
Dans ce nom, le nom de famille, Ko, précède le nom personnel.
Ko Wen-je (chinois : 柯文哲 ; pinyin : Kē Wénzhé) est un homme politique taïwanais né le 6 août 1959 à Hsinchu (Taïwan). Ko est maire de Taipei de 2014 à 2022 et président du Parti populaire taïwanais. Ko est candidat à l'élection présidentielle de 2024 où il finit troisième avec 26,4 % des voix.

## Biographie
Ko Wen-je remporte l'élection municipale de Taipei du 29 novembre 2014 en tant que candidat indépendant soutenu par le Parti démocratique progressiste, avec 57,16 % des voix face à Sean Lien du Kuomintang. En 24 novembre 2018, Ko Wen-je, sans le soutien du PDP, est réélu de peu avec 41,05 % des voix, devant Ting Shou-chung (zh) (40,82 %).
En 2019, Ko fonde son propre parti, le Parti populaire taïwanais, nom choisi en hommage au Parti du peuple taïwanais (en), premier parti politique taïwanais, fondé par Chiang Wei-shui (en), un militant pro-démocratie et un des héros de Ko. Ko présente son parti comme une alternative aux coalitions pan-bleue et pan-verte. La candidature de Ko à l'élection présidentielle de 2020 est alors une rumeur récurrente, mais il ne se présente toutefois pas,,.
Ko est candidat à l'élection présidentielle de 2024. Sur la question sensible des relations avec la Chine, Ko souhaite reprendre les discussions avec la Chine pour réduire les risques de conflit militaire à la condition que le système démocratique taïwanais soit conservé. Ko propose aussi de lancer une discussion avec les principaux partis politiques taïwanais pour trouver un consensus politique sur diverses questions afin d'en finir avec la guerre de tranchée entre le Kuomintang et le Parti démocratique progressiste.
Ko arrive en troisième et dernière position de l'élection présidentielle avec 26,4 % des voix derrière Lai Ching-te (PDP, 40,2 %) et Hou Yu-ih (KMT, 33,4 %). Le Parti populaire taïwanais remporte toutefois 8 sièges lors des élections législatives, qui provoque une situation de parlement sans majorité qui place ce dernier en position de faiseur de rois.
Fin août 2024, Ko est arrêté dans le cadre d'une enquête de corruption à propos de l'augmentation de la surface constructible du Core Pacific City (en), un centre commercial à Taipei. Il annonce se mettre en retrait de la présidence du TPP pendant 3 mois en raison d'autres accusations liées à ses dépenses de campagne. Il est libéré début septembre sur ordre de la cour de district (en) de Taipei en raison du manque de preuves présentées par les enquêteurs dans ce dossier. Il est toutefois re-arrêté le 5 septembre après un appel déposé par les enquêteurs auprès de la Haute cour (en). Ces affaires judiciaires sont dénoncées comme faisant partie d'une tentative d'éliminer les ennemis politiques du PDP et de Lai Ching-te.